# Glocalització
El terme glocalització és el resultat de la unió de dues paraules: globalització i localització. Per definició, el terme glocal fa referència a l'individu, al grup, a l'organització i a la comunitat que és capaç de "pensar en global i actuar de manera local". El terme mostra la capacitat de les persones de crear ponts entre el que és local i el que és global. El terme glocal també és usat per a descriure una nova classe social: persones que viatgen amb freqüència i canvien de llar sovint, i que tenen la capacitat d'assimilar tant comportaments globals com locals.

## Concepte
El concepte glocalització prové de la paraula japonesa dochakuka, que significa "localització global". Referida originalment a una forma d'adaptar tècniques de cultiu a les condicions locals, dochakuka es va convertir en una estratègia de mercat quan els executius japonesos van començar a incorporar-la com a tècnica de negoci als anys 80. Manfred Lange va utilitzar el terme glocal en la Global Change Exhibition (oberta al maig del 1990), celebrada a Bonn per mostrar les interrelacions local-regional-global en l'espai.
La glocalització va ser popularitzada en la parla anglesa pel sociòleg britànic Roland Robertson a principi dels anys 90, i els sociòlegs canadencs Keith Hampton i Barry Wellman a finals dels 90. Van utilitzar freqüentment el terme per a referir-se a persones que estan activament involucrades en una sèrie d'activitats locals-globals d'amistat, parentesc i negoci.
La localització és un concepte molt descuidat perquè la globalització és un fenomen omnipresent, tot i que hi ha certes forces vives que alimenten la necessitat i la importància d'allò local. Per exemple, Thomas L. Friedman, en el llibre The World is Flat, anima a la creació de llocs web en llengües locals. També són moltes les ONG que estan treballant en el desenvolupament de la glocalització, incloent-hi el Glocal Forum, obert des de 2001.
El 2008, es creà el Glocal Project a la Surrey Art Gallery. Es tracta d'un projecte digital massiu que es nodreix de les imatges que envien persones de tot el món, per completar un conjunt global a base de moments locals.

## Característiques
La importància de la suma dels valors locals és la base d'una nova planificació estratègica que té en compte, d'una banda, el reconeixement de la capacitat competitiva de determinat territori en relació amb l'entorn immediat i, d'una altra, la capacitat de reconstrucció dels espais a partir de la base. Aquesta complementarietat es dona en interès mutu. La suma d'elements competitius en territoris pròxims pot generar una millora de la competència a escala mundial. L'àrea d'influència d'un aeroport intercontinental, el rol regenerador de xarxes com l'AVE, o la massa crítica de població per a desenvolupar un esdeveniment d'abast mundial, són exemples que van conformant noves relacions i estructures a partir d'iniciatives locals. D'aquesta manera, s'està treballant un model que s'iguala al concepte d'Internet: el món és un conjunt de xarxes on conviuen fenòmens econòmics, polítics, accions socials, etc., algunes a escala de barri i d'altres, de ciutats, regionals, mundials...
La glocalització seria, segons paraules de Ronald Robertson, la recuperació de les dimensions socials i culturals de la globalització, i el gran problema que pateix el concepte és la possibilitat de ser vist com una moda o arribar a convertir-se'n. Un exemple que el mateix autor cita és l'èxit d'alguns músics locals que en poc temps es converteixen en un èxit mundial, i aviat són acusats de "vendre's al poder", sense ponderar la importància que pot tenir aquest impacte d'un fet local en el món global.
En un exemple més simple, cada persona individual és un ens local en si mateix que entra en relació amb altres ens: la parella, les amistats, la família, els companys i companyes de feina, les autoritats. Entre cadascun d'aquests ens, s'estableix una relació que podria ser la vida social i la vida en micro-macro-societat. El conjunt global de tot seria el que definim com a vida social, però aquesta vida social no existiria sense els ens individuals que la conformen i les relacions que s'estableixen entre aquests.
La glocalització suggereix que s'han d'acostar esquemes i referències, de manera que siguin útils per a la investigació global i local. De fet, global i local són dues cares de la mateixa moneda i, per entendre millor el món, cal entendre les qüestions locals.